# Elias Judah Durand
Elias Judah Durand ( 1870 - 1922) fue un profesor, botánico, entomólogo, y micólogo estadounidense.

## Biografía
Morgan trabajó como profesor en diversas altas casas de estudios, entre ellas la Universidad de Cornell.

## Otras publicaciones
- -----------. 1906. Sporangial trichomes. 2 pp.

### Libros
- Mordecai Cubitt Cooke, George Abraham Rex, Elias Judah Durand, Andrew Price Morgan, Thomas Huston Macbride. 1895. Myxomycetes of the United States
- Durand, E.J. 1900. The classification of the fleshy pezizineae with reference to the structural characters: illustrating the base of their division into families.

Volumen 27, N.º 9 de Bulletin Torrey Botanical Club. Ed. Cornell University. 33 pp.
- -----------. 1901. Studies in North American Discomycetes. 1. The genus Holwaya Sacc. Bull. of the Torrey Botanical Club 28: 349-355, tab.
- -----------. 1902. Studies in North American Discomycetes. 2. Some new or noteworthy species from central and western New York. Bull. of the Torrey Botanical Club 29: 458-465
- -----------. 1904. Three new species of Discomycetes. J. of Mycology 10: 99-101
- -----------. 1907. Mycological writings of Theodor Holmskjold and their relation to Persoon's commentatio
- -----------. 1908. The Geoglossaceae of North America. Ann. Mycologici 6: 387-477, 18 pls, 222 figs.
- -----------. 1909. The Geoglossaceae or earth-tongues
- -----------. 1913. The genus Keithia. Mycologia 5: 6-11, 1 plancha
- -----------. 1918. Outline for use in laboratory practice in a course in general introductory botany. 64 pp.
- -----------. 1921. New or noteworthy Geoglossaceae. Mycologia 13 (3): 184-187
- -----------. 1922. The genus Catinella. Bull. of the Torrey Botanical Club 49: 15-21
- -----------. 1923. Genera Midotis, Ionomidotis and Cordierites. Ed. Roland Thaxter

## Honores

### Epónimos
- (Acanthaceae) Chamaeranthemum durandii Leonard in Standl.[1]

- La abreviatura «E.J.Durand» se emplea para indicar a Elias Judah Durand como autoridad en la descripción y clasificación científica de los vegetales.[2]